# Hölders sats
Inom matematiken är Hölders sats en sats som säger att gammafunktionen inte satisfierar någon algebraisk differentialekvation vars koefficienter är rationella funktioner. Resultatet bevisades först av Otto Hölder 1887. Senare har man hittat flera alternativa bevis.
Satsen gäller även för Q-gammafunktionen.